# Hájek (Prague)
Hájek u Uhříněvsi est un quartier pragois situé dans l'est de la capitale tchèque, appartenant à l'arrondissement de Prague 22, d'une superficie de 294,5 hectares est un quartier de Prague. En 2018, la population était de 672 habitants.
La ville est devenue une partie de Prague en 1974.